# アトム・エゴヤン
アトム・エゴヤン （Atom Egoyan, 1960年7月19日 - ） は、カナダの映画監督、脚本家、映画プロデューサー、俳優である。

## 来歴
1960年7月19日、亡命したアルメニア人の両親の元、エジプト・カイロで生まれる。父親は画家、母親は劇作家であった。3歳の時に一家でカナダに移住する。トロント大学で国際関係学を学んだ後、映画製作に興味を持つようになり、1977年に最初の短編映画『Lust of a Eunuch』を製作。
1980年代に入り、『ピープショー』（1981年）や『オープン・ハウス』（1982年）などを製作した後、1984年に『Next of Kin』で長編映画監督としてデビューする。1987年の『ファミリー・ビューイング』は翌1988年の第38回ベルリン国際映画祭のフォーラム部門に出品され、インターフィルム賞を受賞。同年のジニー賞では作品賞など8部門にノミネートされた。日本では長らく劇場未公開であったが、2004年に開催されたアトム・エゴヤン映画祭2004で上映された。その後製作した『Speaking Part』（1989年）や『The Adjuster』（1991年）はカンヌ国際映画祭の監督週間部門に出品され、高い評価を得た。
1994年の『エキゾチカ』は第47回カンヌ国際映画祭のコンペティション部門で上映され、国際映画批評家連盟賞を受賞。1997年の『スウィート ヒアアフター』は第50回カンヌ国際映画祭でグランプリを受賞した。これらの作品はジニー賞の作品賞・監督賞も受賞している。
2002年、自身のルーツでもあるアルメニアの歴史の中のオスマン帝国によるアルメニア人虐殺について扱った『アララトの聖母』を発表。その内容には賛否が分かれたが、ジニー賞では3度目の作品賞を受賞した。2008年ダン・デイヴィッド賞受賞。
2013年の『デビルズ・ノット』は批評家に酷評された。2014年、『白い沈黙』が第67回カンヌ国際映画祭のコンペティション部門で上映されたが、批評家からは酷評された。その後は新作の『手紙は憶えている』を製作している。

## 監督作品

### 長編
- Next of Kin （1984年）
- In This Corner （1985年） テレビ映画
- ファミリー・ビューイング Family Viewing （1987年）
- Speaking Parts （1989年）
- 損害賠償調停員 The Adjuster （1991年）
- Gross Misconduct: The Life of Brian Spencer （1993年） テレビ映画
- Calendar （1993年）
- エキゾチカ Exotica （1994年）
- スウィート ヒアアフター The Sweet Hereafter （1997年）
- サラバンド Bach Cello Suite #4: Sarabande （1997年） テレビシリーズ『ヨーヨー・マ インスパイアド・バイ・バッハ』の一話
- フェリシアの旅 Felicia's Journey （1999年）
- Krapp's Last Tape （2000年） テレビ映画
- アララトの聖母 Ararat （2002年）
- 秘密のかけら Where the Truth Lies （2005年）
- Citadel （2006年） ドキュメンタリー
- Adoration （2008年）
- CHLOE/クロエ Chloe （2009年）
- デビルズ・ノット Devil's Knot （2013年）
- 白い沈黙 The Captive （2014年）
- 手紙は憶えている Remember （2015年）[17]
- ゲスト・オブ・オナー Guest of Honour （2019年）
- Seven Veils （2023年）

### 短編
- Lust of a Eunuch （1977年）
- ハワードの送別会 Howard in Particular （1979年）
- After Grad with Dad （1980年）
- ピープショー Peep Show （1981年）
- オープンハウス Open House （1982年）
- Men: A Passion Playground （1985年）
- Cupid's Quiver （1987年） テレビシリーズ『13日の金曜日』の一話
- The Final Twist （1987年） テレビシリーズ『Alfred Hitchcock Presents』の一話
- There Was a Little Girl... （1988年） テレビシリーズ『Alfred Hitchcock Presents』の一話
- Looking for Nothing （1988年） テレビ映画
- The Wall （1989年） テレビシリーズ『The Twilight Zone』の一話
- En passant （1992年） オムニバス『Montréal vu par...』の一篇
- アーシルの肖像 A Portrait of Arshile （1995年）
- The Line （2000年）
- Diaspora （2001年）
- Close （2001年）
- アルトー Artaud Double Bill （2007年） オムニバス『それぞれのシネマ』の一篇
- Yerevan （2012年） オムニバス『Mundo Invisível』の一篇

## 出演作品
- VHSテープを巻き戻せ! Rewind This! （2013年） ドキュメンタリー映画